# Rusia en el Festival de la Canción de Eurovisión 2021
Rusia participó en el LXV Festival de la Canción de Eurovisión, celebrado en Róterdam, Países Bajos del 18 al 22 de mayo del 2021, tras la victoria de Duncan Laurence con la canción «Arcade». Rusia fue uno de los pocos países que cambiaron su método de selección y representante frente a la edición de 2020, utilizando la televisora Piervy Kanal (C1R) una final nacional titulada «Evrovidenie 2021 - Nacionalniy Otbor» (Eurovisión 2021 - Selección nacional en español) llevada a cabo el 8 de marzo de 2021, de la cual resultó ganadora la cantante Manizha con la canción folk en ruso «Russian Woman».
Rusia se convirtió en una de las favoritas al iniciarse las semanas de ensayos. Dentro del festival, Manizha se clasificó dentro de la primera semifinal, tras obtener una sumatoria de 225 puntos, colocándose en el tercer lugar. Finalmente, Rusia se clasificaría en la novena posición con una sumatoria de 204 puntos: 104 del jurado profesional (octava posiicón) y 100 puntos del televoto (octava posición).  Ésta se convirtió en la duodécima ocasión en que Rusia acababa dentro de los diez primeros lugares del concurso.

## Historia de Rusia en el Festival
Rusia es uno de los países de Europa del Este que se fueron uniendo al festival desde después de la disolución de la Unión Soviética, debutando en 1994, participando desde entonces en 22 ocasiones. Rusia es considerado uno de los países más exitosos del concurso: se ha clasificado en 14 participaciones dentro de los 10 mejores, colocándose 9 de ellas en el Top 3. Rusia ha ganado una vez el concurso: en 2008 con Dima Bilán y la balada pop «Believe». Así mismo, desde la introducción de las semifinales, Rusia solo ha sido eliminada en semifinales en una sola ocasión: en 2018.
El representante para la edición cancelada de 2020 era el grupo Little Big con la canción «Uno». En 2019, el cantante seleccionada internamente Sergey Lazarev terminó en 3.ª posición con 370 puntos en la gran final, con el tema «Scream».

## Representante para Eurovisión

### Evrovidenie 2021 - Nacionalniy Otbor
Rusia confirmó su participación en el Festival de Eurovisión 2021 el 28 de septiembre de 2020, sin especificar si volvería a seleccionar a los representantes del 2020 Little Big o utilizaría un método de elección distinto. Desde un principio el grupo Little Big no tuvo clara la postura que tomaría la televisora Piervy Kanal frente al representante para el concurso de 2021. Sin embargo, en el mes de noviembre, la banda confirmó estar preparando distintas canciones como propuestas para la C1R para tomarlas en consideración como las posibles candidatas para el festival. Finalmente, Rusia anunció el 1 de marzo de 2021 que celebraría una preselección pública para seleccionar al artista participante, sin confirmar los actos candidatos y que rol tomaría Little Big dentro de la gala, al confirmarse a los pocos días que estarían presentes en la gala. La final nacional titulada «Evrovidenie 2021 - Nacionalniy Otbor», tuvo lugar el 8 de marzo con 3 participantes y con la realización de una ronda única de votación a 100% del televoto. Fue realizada desde los estudios de Perviy Kanal en Moscú y fue presentada por Yana Churikova.
La ganadora fue la cantante Manizha con la canción íntegra en ruso «Russkaya zhenshchina» que se convertía en el primer acto desde 2009 que Rusia enviaba a Eurovisión en su idioma oficial. Días después Manizha confirmó que se realizarían pequeños cambios a la canción, manteniendo el ruso como el idioma principal de la canción pero integrando frases en inglés, así mismo como traduciendo el título de la canción a «Russian Woman».
| N.º | Artista     | Canción                | Compositores                  | Porcentaje | Lugar |
| --- | ----------- | ---------------------- | ----------------------------- | ---------- | ----- |
| 1   | Therr Maitz | «Future Is Bright»     | Anton Belyaev, Victoria Zhuk  | 24.6%      | 3     |
| 2   | #2Mashi     | «Bitter Words»         | Maria Zaytseva, Maria Sheykh  | 35.7%      | 2     |
| 3   | Manizha     | «Russkaya zhenshchina» | Manizha, Ori Avni, Ori Kaplan | 39.7%      | 1     |

## En Eurovisión
De acuerdo a las reglas del festival, todos los concursantes inician desde las semifinales, a excepción del anfitrión (en este caso, Países Bajos) y el Big Five compuesto por Alemania, España, Francia, Italia y Reino Unido. La producción del festival decidió respetar el sorteo ya realizado para la edición cancelada de 2020 por lo que se determinó que el país, tendría que participar en la primera semifinal. En este mismo sorteo, se determinó que participaría en la primera mitad de la semifinal (posiciones 1-7). Semanas después, ya conocidos los artistas y sus respectivas canciones participantes, la producción del programa dio a conocer el orden de actuación, determinando que Rusia participara en la tercera posición, precedida por Eslovenia y seguida de Suecia.
Los comentarios para Rusia corrieron por parte de Yuri Aksyuta y Yana Churikova para televisión en las tres galas. La portavoz de la votación del jurado profesional ruso fue la cantante y representante rusa en el festival de 2015 Polina Gagarina.

### Semifinal 1
Manizha tomó parte de los primeros ensayos los días 8 y 12 de mayo, así como de los ensayos generales con vestuario de la primera semifinal los días 17 y 18 de mayo. El ensayo general de la tarde del 17 fue tomado en cuenta por los jurados profesionales para emitir sus votos, que representan el 50% de los puntos. Rusia se presentó en la posición 3, detrás de Suecia y por delante de Eslovenia. La actuación rusa fue fiel a la presentada en la final nacional, realizándose solo cambios menores. Manizha fue acompañada por 4 coristas,que se situaban alrededor de ella en el centro del escenario, mirándola todo el tiempo a ella. Manizha inició la actuación usando un vestido ampliamente holgado, confeccionado por artesanas rusas con telas de las distintas regiones de Rusia. Antes del primer estribillo, Manizha salía del vestido para descubrir un mono completamente rojo que utilizó el resto de la canción. En la pantalla LED se alternaron imágenes animadas que representaban escenas tradicionales rusas con leyendas como "BE HONEST", "BE CREATIVE" o "RUSSIAN WOMAN". En el último estribillo de la canción, la pantalla proyectó imágenes de distintas mujeres rusas, que representaba la gran diversidad de la población femenina del país, que mientras se alejaba, descubría más mujeres hasta formar un collage con la frase RUSSIAN WOMAN.
Al final del show, Rusia fue anunciada como uno de los 10 países finalistas. Los resultados revelados una vez terminado el festival, posicionaron a la cantante rusa en la 3.ª posición con 225 puntos, colocándose en 4.º lugar de televoto con 108 puntos, y obteniendo la 2.ª posición del jurado profesional con 117 puntos.

### Final
Durante la rueda de prensa de los ganadores de la primera semifinal, se realizó el sorteo en el que se decidió en que mitad participaría cada finalista. Rusia fue sorteada para participar en la primera mitad de la final. El orden de actuación revelado durante la madrugada del viernes 21 de mayo, en el que se decidió que Rusia debía actuar en la posición 5 por delante de Bélgica y detrás de Malta.
Durante la votación final, Rusia se colocó en la 8.ª posición del jurado profesional con 104 puntos, incluyendo la máxima puntuación del jurado de Azerbaiyán. Posteriormente, se reveló su puntuación en la votación del televoto: la 8.ª posición con 100 puntos e incluyendo los 12 puntos del televoto de Moldavia, que le dieron la sumatoria final de 204 puntos, finalizando en 9.ª posición.

#### Puntuación otorgada a Rusia

##### Semifinal 1
| Jurado                                | Jurado      | Jurado                                        | Jurado                                       | Jurado               |
| 12 puntos                             | 10 puntos   | 8 puntos                                      | 7 puntos                                     | 6 puntos             |
| ------------------------------------- | ----------- | --------------------------------------------- | -------------------------------------------- | -------------------- |
| - Azerbaiyán - Bélgica - Países Bajos | - Eslovenia | - Croacia - Chipre - Irlanda                  | - Alemania - Australia - Macedonia del Norte | - Israel - Suecia    |
| 5 puntos                              | 4 puntos    | 3 puntos                                      | 2 puntos                                     | 1 punto              |
| - Italia - Rumania                    |             | - Noruega                                     |                                              | - Malta              |
| Televoto                              |             |                                               |                                              |                      |
| 12 puntos                             | 10 puntos   | 8 puntos                                      | 7 puntos                                     | 6 puntos             |
| - Israel                              | - Croacia   | - Azerbaiyán - Lituania - Macedonia del Norte | - Australia - Chipre - Italia - Eslovenia    | - Alemania - Ucrania |
| 5 puntos                              | 4 puntos    | 3 puntos                                      | 2 puntos                                     | 1 punto              |
| - Países Bajos - Rumania              | - Noruega   | - Suecia                                      | - Bélgica - Malta                            | - Irlanda            |

##### Final
| Jurado                       | Jurado                          | Jurado                     | Jurado                                            | Jurado                                                                         |
| 12 puntos                    | 10 puntos                       | 8 puntos                   | 7 puntos                                          | 6 puntos                                                                       |
| ---------------------------- | ------------------------------- | -------------------------- | ------------------------------------------------- | ------------------------------------------------------------------------------ |
| - Azerbaiyán                 | - Francia - Moldavia - Portugal | - Eslovenia - Países Bajos | - Bélgica - Israel                                | - Chipre                                                                       |
| 5 puntos                     | 4 puntos                        | 3 puntos                   | 2 puntos                                          | 1 punto                                                                        |
|                              | - Croacia - Finlandia           | - Suecia - Suiza           | - Alemania - Finlandia - Grecia - República Checa | - Australia - Letonia - Macedonia del Norte - Polonia                          |
| Televoto                     |                                 |                            |                                                   |                                                                                |
| 12 puntos                    | 10 puntos                       | 8 puntos                   | 7 puntos                                          | 6 puntos                                                                       |
| - Moldavia                   | - Israel - Letonia              |                            | - Bulgaria - Italia                               | - Azerbaiyán - Estonia - Serbia                                                |
| 5 puntos                     | 4 puntos                        | 3 puntos                   | 2 puntos                                          | 1 punto                                                                        |
| - Alemania - República Checa | - Georgia - Lituania - Ucrania  | - Croacia - Chipre         | - Polonia                                         | - Eslovenia - Finlandia - Grecia - Macedonia del Norte - Portugal - San Marino |

#### Puntuación otorgada por Rusia
| Puntos    | Jurado     | Televoto   |
| --------- | ---------- | ---------- |
| 12 puntos | Malta      | Ucrania    |
| 10 puntos | Israel     | Azerbaiyán |
| 8 puntos  | Chipre     | Malta      |
| 7 puntos  | Suecia     | Lituania   |
| 6 puntos  | Bélgica    | Noruega    |
| 5 puntos  | Ucrania    | Chipre     |
| 4 puntos  | Azerbaiyán | Israel     |
| 3 puntos  | Croacia    | Bélgica    |
| 2 puntos  | Lituania   | Suecia     |
| 1 punto   | Australia  | Australia  |

| Puntos    | Jurado     | Televoto   |
| --------- | ---------- | ---------- |
| 12 puntos | Moldavia   | Chipre     |
| 10 puntos | Italia     | Italia     |
| 8 puntos  | Azerbaiyán | Finlandia  |
| 7 puntos  | Grecia     | Ucrania    |
| 6 puntos  | Bulgaria   | Francia    |
| 5 puntos  | Israel     | Suiza      |
| 4 puntos  | Malta      | Azerbaiyán |
| 3 puntos  | Bélgica    | Moldavia   |
| 2 puntos  | Chipre     | Lituania   |
| 1 punto   | Suiza      | Islandia   |

##### Desglose
El jurado ruso estuvo compuesto por:
- Dina Garipova
- Leonid Gutkin
- Leonid Rudenko
- Alla Sigalova
- Julia Volkova

| Semifinal 1 | Semifinal 1         | Semifinal 1                | Semifinal 1                | Semifinal 1                | Semifinal 1                | Semifinal 1                | Semifinal 1                | Semifinal 1                | Semifinal 1                | Semifinal 1                |
| N.º         | País                | Jurado                     | Jurado                     | Jurado                     | Jurado                     | Jurado                     | Jurado                     | Jurado                     | Televoto                   | Televoto                   |
| N.º         | País                | Jurado A                   | Jurado B                   | Jurado C                   | Jurado D                   | Jurado E                   | Ranking                    | Puntos                     | Ranking                    | Puntos                     |
| ----------- | ------------------- | -------------------------- | -------------------------- | -------------------------- | -------------------------- | -------------------------- | -------------------------- | -------------------------- | -------------------------- | -------------------------- |
| 01          | Lituania            | 8                          | 7                          | 10                         | 6                          | 7                          | 9                          | 2                          | 4                          | 7                          |
| 02          | Eslovenia           | 3                          | 11                         | 12                         | 15                         | 13                         | 11                         |                            | 14                         |                            |
| 03          | Rusia               | -------------------------- | -------------------------- | -------------------------- | -------------------------- | -------------------------- | -------------------------- | -------------------------- | -------------------------- | -------------------------- |
| 04          | Suecia              | 1                          | 6                          | 4                          | 14                         | 8                          | 4                          | 7                          | 9                          | 2                          |
| 05          | Australia           | 15                         | 8                          | 3                          | 13                         | 10                         | 10                         | 1                          | 10                         | 1                          |
| 06          | Macedonia del Norte | 9                          | 14                         | 15                         | 9                          | 12                         | 14                         |                            | 15                         |                            |
| 07          | Irlanda             | 13                         | 12                         | 9                          | 7                          | 11                         | 12                         |                            | 13                         |                            |
| 08          | Chipre              | 4                          | 1                          | 6                          | 4                          | 2                          | 3                          | 8                          | 6                          | 5                          |
| 09          | Noruega             | 12                         | 10                         | 14                         | 8                          | 14                         | 13                         |                            | 5                          | 6                          |
| 10          | Croacia             | 11                         | 9                          | 7                          | 5                          | 5                          | 8                          | 3                          | 12                         |                            |
| 11          | Bélgica             | 10                         | 3                          | 1                          | 11                         | 9                          | 5                          | 6                          | 8                          | 3                          |
| 12          | Israel              | 2                          | 4                          | 5                          | 1                          | 3                          | 2                          | 10                         | 7                          | 4                          |
| 13          | Rumania             | 14                         | 15                         | 13                         | 10                         | 15                         | 15                         |                            | 11                         |                            |
| 14          | Azerbaiyán          | 7                          | 5                          | 11                         | 12                         | 4                          | 7                          | 4                          | 2                          | 10                         |
| 15          | Ucrania             | 6                          | 13                         | 8                          | 2                          | 6                          | 6                          | 5                          | 1                          | 12                         |
| 16          | Malta               | 5                          | 2                          | 2                          | 3                          | 1                          | 1                          | 12                         | 3                          | 8                          |

| Final | Final        | Final                      | Final                      | Final                      | Final                      | Final                      | Final                      | Final                      | Final                      | Final                      |
| N.º   | País         | Jurado                     | Jurado                     | Jurado                     | Jurado                     | Jurado                     | Jurado                     | Jurado                     | Televoto                   | Televoto                   |
| N.º   | País         | Jurado A                   | Jurado B                   | Jurado C                   | Jurado D                   | Jurado E                   | Ranking                    | Puntos                     | Ranking                    | Puntos                     |
| ----- | ------------ | -------------------------- | -------------------------- | -------------------------- | -------------------------- | -------------------------- | -------------------------- | -------------------------- | -------------------------- | -------------------------- |
| 01    | Chipre       | 25                         | 6                          | 14                         | 8                          | 7                          | 9                          | 2                          | 1                          | 12                         |
| 02    | Albania      | 16                         | 15                         | 23                         | 6                          | 14                         | 12                         |                            | 18                         |                            |
| 03    | Israel       | 4                          | 4                          | 10                         | 4                          | 6                          | 6                          | 5                          | 19                         |                            |
| 04    | Bélgica      | 9                          | 13                         | 4                          | 22                         | 9                          | 8                          | 3                          | 16                         |                            |
| 05    | Rusia        | -------------------------- | -------------------------- | -------------------------- | -------------------------- | -------------------------- | -------------------------- | -------------------------- | -------------------------- | -------------------------- |
| 06    | Malta        | 5                          | 7                          | 7                          | 3                          | 10                         | 7                          | 4                          | 13                         |                            |
| 07    | Portugal     | 20                         | 12                         | 9                          | 20                         | 15                         | 15                         |                            | 22                         |                            |
| 08    | Serbia       | 23                         | 16                         | 24                         | 17                         | 16                         | 23                         |                            | 17                         |                            |
| 09    | Reino Unido  | 21                         | 20                         | 16                         | 9                          | 25                         | 17                         |                            | 25                         |                            |
| 10    | Grecia       | 7                          | 3                          | 3                          | 10                         | 2                          | 4                          | 7                          | 15                         |                            |
| 11    | Suiza        | 24                         | 10                         | 5                          | 11                         | 21                         | 10                         | 1                          | 6                          | 5                          |
| 12    | Islandia     | 22                         | 19                         | 11                         | 18                         | 13                         | 16                         |                            | 10                         | 1                          |
| 13    | España       | 19                         | 21                         | 21                         | 19                         | 19                         | 25                         |                            | 23                         |                            |
| 14    | Moldavia     | 2                          | 2                          | 1                          | 1                          | 1                          | 1                          | 12                         | 8                          | 3                          |
| 15    | Alemania     | 8                          | 25                         | 19                         | 25                         | 24                         | 18                         |                            | 14                         |                            |
| 16    | Finlandia    | 13                         | 11                         | 20                         | 12                         | 11                         | 14                         |                            | 3                          | 8                          |
| 17    | Bulgaria     | 10                         | 8                          | 6                          | 2                          | 3                          | 5                          | 6                          | 20                         |                            |
| 18    | Lituania     | 15                         | 18                         | 15                         | 23                         | 20                         | 22                         |                            | 9                          | 2                          |
| 19    | Ucrania      | 12                         | 24                         | 13                         | 13                         | 8                          | 13                         |                            | 4                          | 7                          |
| 20    | Francia      | 18                         | 14                         | 18                         | 16                         | 17                         | 20                         |                            | 5                          | 6                          |
| 21    | Azerbaiyán   | 3                          | 1                          | 8                          | 5                          | 4                          | 3                          | 8                          | 7                          | 4                          |
| 22    | Noruega      | 17                         | 23                         | 25                         | 14                         | 22                         | 24                         |                            | 11                         |                            |
| 23    | Países Bajos | 14                         | 17                         | 17                         | 15                         | 23                         | 21                         |                            | 24                         |                            |
| 24    | Italia       | 1                          | 5                          | 2                          | 7                          | 5                          | 2                          | 10                         | 2                          | 10                         |
| 25    | Suecia       | 6                          | 9                          | 12                         | 21                         | 18                         | 11                         |                            | 12                         |                            |
| 26    | San Marino   | 11                         | 22                         | 22                         | 24                         | 12                         | 19                         |                            | 21                         |                            |